# Babia Góra (Pojezierze Ińskie)
Babia Góra – wzniesienie o wysokości 139,3 m n.p.m. na Pojezierzu Ińskim, położone w woj. zachodniopomorskim, w powiecie stargardzkim, w gminie Dobrzany.
Przy północno-zachodnim zboczu Babiej Góry leży wieś Biała.
Ok. 0,7 km na południe od Babiej Góry znajduje się wzniesienie Jaźwinka (131 m n.p.m.).
Teren wzniesienia jest objęty obszarem specjalnej ochrony ptaków Ostoja Ińska.
Nazwę Babia Góra wprowadzono urzędowo w 1955 roku, zastępując poprzednią niemiecką nazwę Raben-Berg.